# پاغلافی بنفش
پاغلافی بنفش (نام علمی: Colpodium violaceum) نام یک گونه (زیست‌شناسی) از  سرده از پاغلافی است.